# Dragoslav Petrović
Dragoslav Petrović (srbsko Драгослав Петровић), srbski general, * 10. marec 1919, Niš, Kraljevina SHS, † 18. april 1996, Beograd, Zvezna republika Jugoslavija.

## Življenjepis
Petrović, častnik VKJ, je leta 1941 vstopil v NOVJ in naslednje leto v KPJ. Med vojno je bil na različnih poveljniških položajih.
Po vojni je bil poveljnik Konjenice JLA, načelnik Katedre geografije VVA JLA, načelnik Geografskega inštituta JLA,...
Diplomiral je na VVA JLA in na Prirodoslovno-matematični fakulteti v Beogradu (1962).